# Visatex
Die UAB Visatex ist ein Unternehmen der Bekleidungsindustrie in Visaginas, Litauen. Die Produkte werden nach Skandinavien und Westeuropa (UK, Deutschland) exportiert und dort verkauft. Im Unternehmen gibt es 617 Mitarbeiter. Am 30. April 1998 wurde die erste Gewerkschaft (UAB „Visatex“ darbininkų sąjunga) errichtet. Seit dem 5. Dezember 2000 gibt es die zweite Gewerkschaft UAB „VISATEX“ profesinė sąjunga „SOLIDARUMAS“. Das Unternehmen wurde am 14. Juli 1997 gegründet. Im Jahr 2000 beschäftigte UAB Visatex 1.018 Mitarbeiter und erzielte 1999 einen Umsatz von 11,951 Mio. Litas (3,2 Mio. Euro). Das Unternehmen beschäftigt die Näherinnen aus Sri Lanka, da es unter 2.300 Arbeitslosen in der Stadt Visaginas keine findet. Allein im Januar 2013 wurden 27 sri-lankische Frauen neu aufgenommen.